# Ведерников Олександр Олександрович
Ведерников Олександр Олександрович (рос. Ведерников Александр Александрович; 11 січня 1964, Москва — 29 жовтня 2020, там само) — радянський та російський диригент. Заслужений діяч мистецтв Росії (2007).

## Біографія
Народився 11 січня 1964 року в Москві в родині соліста Большого театру Олександра Ведерникова (бас) і піаністки Наталії Гуреєвої. У 1988 році закінчив Московську консерваторію за спеціальністю оперно-симфонічне диригування у Леоніда Ніколаєва, також навчався у Марка Ермлера.
У 1988—1991 роках диригент Московського академічного музичного театру ім. Станіславського і Немировича-Данченко.
У 1988—1995 роках асистент, пізніше другий диригент Великого симфонічного оркестру імені П. І. Чайковського під керівництвом В. Федосєєва.
У 1990-ті роки в театрах Мілану, Турина і Риму диригував балетними виставами
(«Лебедине озеро», «Лускунчик» і «Спляча красуня» Чайковського, «Ромео і Джульєтта» Прокоф'єва).
У сезоні 1996—1997 дебютував в Ковент-Гардені в балетних виставах «Попелюшка» Прокоф'єва та «Лебедине озеро» Чайковського.
Олександр Ведерников диригував оперними виставами в Парижі (Національна опера), Берлині (Deutsche Oper, Komische Oper), Стокгольмі, Копенгагені, Гельсінкі, Гамбурзі, Штутгарті, Цюриху та інш. У 2013 році дебютував в Метрополітен-опера.
Ведерников виступав з відомими російськими оркестрами: ДАСО, РНО, Заслуженим колективом Росії Академічним симфонічним оркестром Санкт-Петербурзької філармонії, а також європейськими оркестрами: Лондонським филармонічним, Оркестром ВПС, Оркестром de Paris, Національним оркестром Франції, Токійським філармонічним, Оркестром NHK, Шотландським королівським національним оркестром, Оркестром Баварського радіо, Штаатскапелле Дрездена, Шведським Королівським филармонічним оркестром, оркестром RAI, симфонічними оркестрами Вашингтона, Монреаля, Гааги, Будапешта, Сіднея, Сан-Паулу та іншими.
У 1995—2004 роках О. Ведерников був художнім керівником і голвним диригентом заснованого ним симфонічного оркестру «Русская филармония».
З 27 червня 2001 року по 17 липня 2009 року — головний диригент — музичний керівник Большого театру. Здійснив постановки опер «Хованщина», «Адріана Лекуврер», «Руслан і Людмила», «Турандот», «Летючий голландець», «Вогняний ангел», «Діти Розенталя», «Війна і мир», «Євгеній Онєгін», «Фальстаф», «Борис Годунов» (в авторській редакції). Пішов з цього поста через розбіжності з керівництвом театру.
У 2009—2018 роках був головним диригентом Симфонічного оркестру Оденсе (Данія).
З вересня 2018 року очолив Данську Королівстку оперу.
2019 року був призначений головним диригентом і музичним керівником Михайлівського театру в Санкт-Петербурзі.
Серед солістів, з якими співпрацював Ведерников — Марта Аргеріх, Міша Майський, Ханс-Петер Циммерман, Юрій Башмет, Наталія Гутман, Михайло Плєтньов, Микола Луганський, Борис Березовський, Андрій Коробейников, Олександр Князєв, Ольга Бородіна, Сергій Лейферкус та інші.
Помер 29 жовтня 2020 року у 52-й лікарні Москви в 56-річному віці від ускладнень, викликаних коронавірусним захворюванням COVID-19.